# Museo de Comunicación Hipólito José da Costa
El Museo de Comunicación Hipólito José da Costa (MCHJC) es un museo brasileño, situado en Porto Alegre, en la Rua dos Andradas. Es una institución subordinada a la Secretaría de Cultura del Estado de Río Grande del Sur
Conserva un vasto y valioso acervo relacionado con los medios de comunicación y la comunicación en el estado y en Brasil, y mantiene múltiples actividades para el público y los investigadores. El edificio histórico, antigua sede del periódico A Federação, está catalogado por el Ayuntamiento, el Instituto del Patrimonio Histórico y Artístico del Estado de Río Grande del Sur (IPHAE) y el Instituto del Patrimonio Histórico y Artístico Nacional (IPHAN).

## El edificio histórico
El edificio fue construido para ser la sede del periódico A Federação, fundado en 1884, durante el Imperio, como órgano de propaganda de las ideas republicanas, entre cuyos creadores estaban Assis Brasil y Júlio de Castilhos, además de otras ilustres personalidades políticas de la época. Tras la instauración de la República, A Federação se convirtió en el principal órgano del Partido Republicano Riograndense.
El responsable de las obras fue el ingeniero civil gaúcho Teófilo Borges de Barros que también participó en la construcción de otros edificios en Porto Alegre, así como en la remodelación de la Biblioteca Pública del Estado. El edificio fue inaugurado el 6 de septiembre de 1922, durante las celebraciones del centenario de la Independencia, con la presencia del presidente del Estado Borges de Medeiros y otras autoridades.
El periódico fue abolido bajo el Estado Novo el 17 de noviembre de 1937 y al año siguiente el edificio pasó a albergar el Jornal do Estado, más tarde transformado en el Diário Oficial. En 1973, el Diário fue impreso por la Companhia Rio-Grandense de Artes Gráficas, y en septiembre de 1974, con la creación del Museo de la Comunicación Social, el edificio fue destinado a albergar la nueva institución.
El edificio tiene un estilo clasicista, techos altos y una superficie total de 3,16 mil metros cuadrados. El edificio original fue parcialmente destruido por un incendio en 1947 y fue restaurado mediante la ampliación de la estructura en la parte trasera, a lo largo de la calle Caldas Júnior. Presenta una fachada con tres portales coronados por óculos huecos con vidrieras, columnas toscanas en la base y corintias en los pisos superiores, cornisas resaltadas y relieves ornamentales, rematada por un plafón con balaustradas y frontón, sobre el que se alza una estatua femenina alegórica que representa a la Prensa portando una antorcha, esculpida por el artista italiano Luís Sanguin. La fachada lateral, en la Rua Caldas Júnior, es sobria, con un ritmo regular de aberturas con marcos de madera. El edificio fue catalogado por el Ayuntamiento de Porto Alegre en 1977, por la Ordenanza n.º 06 de 3 de julio de 1982 fue catalogado por el IPHAE como Patrimonio Histórico del Estado, y posteriormente fue catalogado por el IPHAN como Patrimonio Nacional. En los últimos años ha sido objeto de importantes obras de conservación y restauración.

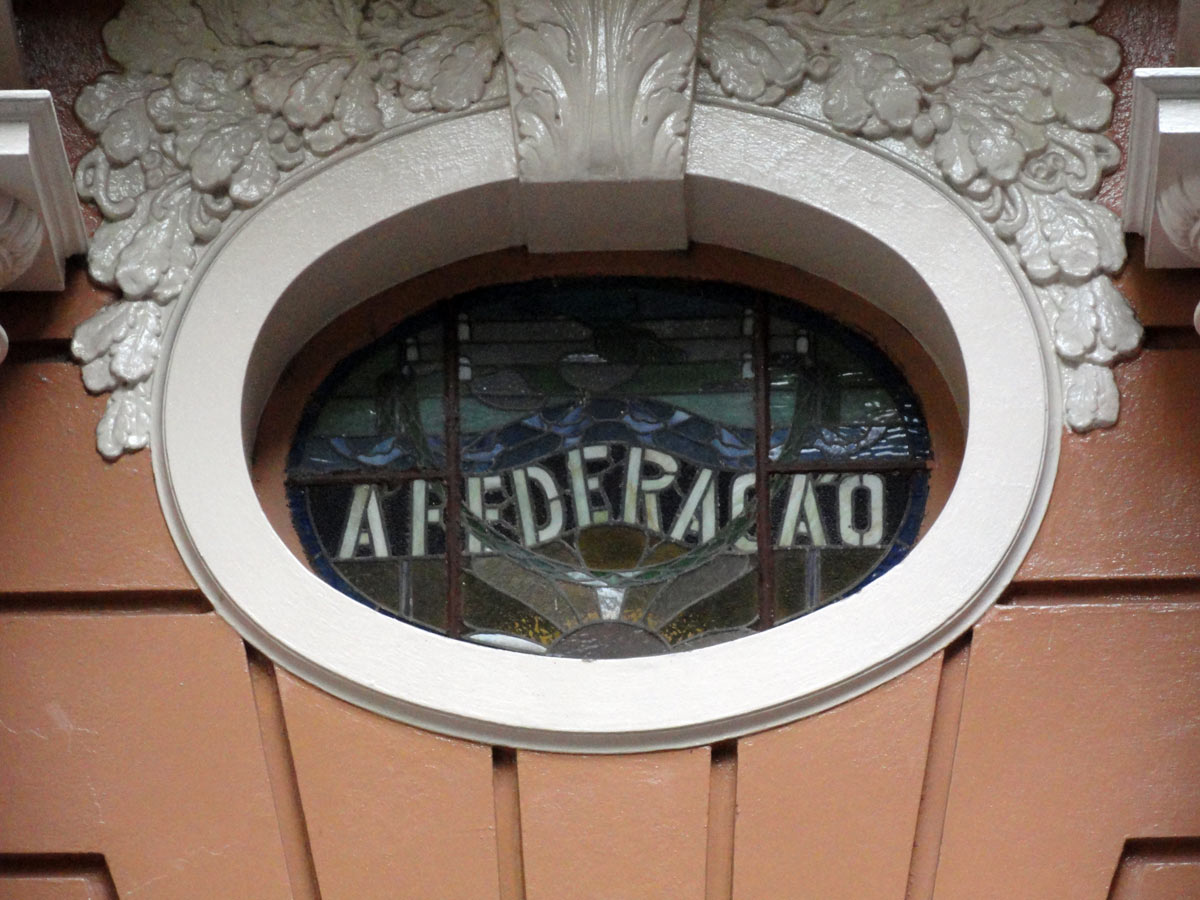
Vitral con el nombre del periódico A Federação sobre la entrada

Tiene un sótano de hormigón armado que permanece vacío porque tiene una cisterna para recoger el agua de un manantial que nace allí, lo que ha sido un problema constante debido a la humedad que impregna el edificio. Los días de fuertes lluvias, el aljibe se desborda e inunda el sótano. Las demás plantas son de ladrillo macizo. La planta a nivel de calle alberga la Recepción, la Sala de Vigilancia, una Sala Polivalente y los accesos a las otras plantas; una primera planta con el Sector Administrativo y una gran Sala de Exposiciones de Larga Duración, y una segunda planta con el Sector de Fotografía, la Reserva Técnica de Periódicos y la Sala de Consultas abierta al público y a los investigadores.
En la parte posterior existe un anexo de estilo modernista. Fue construido en 1991 en hormigón armado por la Secretaría de Estado de Obras Públicas. Alberga almacenes, las reservas técnicas de Discos, Cine y Radio y Fonografía, y salas para la exposición permanente de maquinaria. Sus espacios internos están mal distribuidos para las necesidades del museo, tiene problemas de filtraciones de humedad y goteras, suelos de mala calidad, gran parte de los cuales se han deteriorado, y quedó infrautilizado en 2019. Sin embargo, el museo ya había sido incluido en el Plan de Aceleración del Crecimiento de las Ciudades Históricas del gobierno federal, previendo una restauración completa de sus estructuras.